# 的場町停留場
的場町停留場（日语：／ Matoba-cho teiryūjō */?），又稱的場町電車站，是位於廣島縣廣島市南區的場町一丁目，廣島電鐵的電車站。
過往曾是本線和皆實線途經的車站，原編號為M3（本線）和H3（皆實線）。但由於2025年8月3日，連接廣島站與稻荷町停留場的新「站前大橋線」通車，原有的路軌停用，本站也暫時停用，直至配合成循環線的路軌工程完成後，預計於2026年春季重新投入服務。

## 背景
的場町停留場長久以來作為本線和皆實線的轉乘站。首先啟用的是本線，在1912年11月，廣島站前至紙屋町之間開通時同日啟用。1944年，於太平洋戰爭下，為了增強連接廣島站與軍港宇品港之間的運輸能力，於是建設了皆實線。但是在翌年，廣島市被投下原子彈，廣島電鐵市內線受到損毀而暫停服務。隨後，包括此電車站在內的本線廣島站前至山口町之間於同年10月重開，在3年後的1948年，皆實線全線重開。
開業時車站的站名稱作「的場」、1960年3月30日時改稱為「的場町」。

## 電車站構造

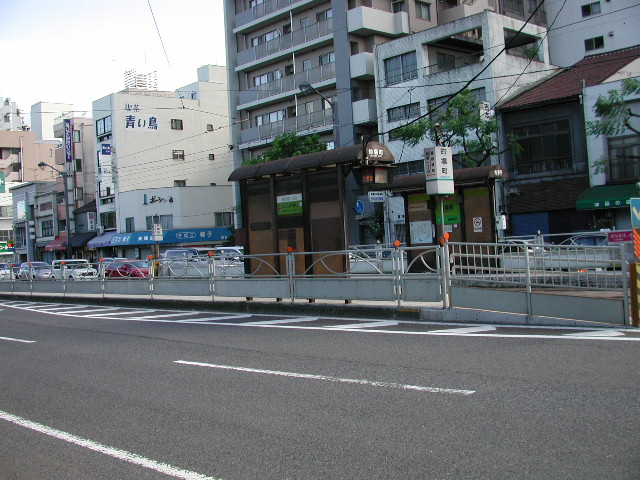
皆實線月台

電車站是建造在共用行車道上。電車站分為本線月台和皆實線月台。其中，本線月台位於曙通（あけぼの通り）、皆實線月台位於比治山通。兩組月台上設有2面2線的相對式低地台月台。本線和皆實線的月台都設有電車前往廣島站，但是一方面與廣島站相距比較近（約500米），而兩端之間的距離也才少於100米，所以並沒有裝設班次顯示資訊。
兩路線的分支點是在路口靠近猿猴橋町一方，該處設有轉轍器。在1982年1月30日，於皆實線月台靠近廣島港一方建設了單向渡線，該渡線為從上行線（廣島站方向）連接至下行線（宇品方向）。
暫時未有消息指哪一個月台會繼續使用。

### 運行系統
以下內容乃暫停營運前的資料。
此電車站是本線和皆實線電車站之一。0、1、2、5、6系統會駛入此站。當中，5系統會使用皆實線月台，其餘路線則使用本線月台。
| 本線下行月台   | 0號線                 | （經紙屋町）前往廣電本社前                             |
| 本線下行月台   | 1號線                 | （經紙屋町）前往廣島港（宇品）                         |
| 本線下行月台   | 2號線                 | 前往廣電宮島口                                         |
| 本線下行月台   | 6號線                 | 前往江波                                               |
| 本線上行月台   | 1號線 · 2號線 · 6號線 | 前往廣島站                                             |
| 皆實線下行月台 | 5號線                 | 經比治山下前往廣島港（宇品）、宇品二丁目、皆實町六丁目 |
| 皆實線上行月台 | 5號線                 | 前往廣島站                                             |

## 歷史
- 1912年11月23日：本線廣島站前至紙屋町之間開通，此站啟用[3][5]。
- 1944年12月27日：皆實線全線開通[3][5]。
- 1945年：

- 8月6日：廣島市被投下原子彈，車站暫停營業。
- 10月11日：本線銀山町停留場至廣島站前之間重開，本線全線重開。

- 1948年7月1日：皆實線全線重開[5]。
- 2025年8月3日：因站前大橋線通車、本線廣島站～猿猴橋町～本站間線路廢止。同時為進行循環線工程，原皆實線本站～段原一丁目～比治山下一段暫停營運，車站暫時停用。[11]。
- 2026年春（予定）：隨循環線通車、重新運作[11]。

## 使用狀況
根據廣島電鐵上繳國土交通省有關「實施移動等圓滑化相關事宜」（移動等円滑化に関する取り組み）報告中，本站的使用人數如下（其中本線與皆實線之人數分開處理）：
| 乘降人員推算 | 乘降人員推算    | 乘降人員推算    | 乘降人員推算   |
| 年度         | 1日平均乘降人次 | 1日平均乘降人次 | 出處           |
| 年度         | 本線            | 皆實線          | 出處           |
| ------------ | --------------- | --------------- | -------------- |
| 2021         | 1,466           | 540             | [ 廣電統計 1 ] |
| 2022         | 1,708           | 631             | [ 廣電統計 2 ] |
| 2023         | 1,823           | 683             | [ 廣電統計 3 ] |
| 2024         | 1,781           | 642             | [ 廣電統計 4 ] |

## 相鄰電車站
廣島電鐵（2026年春起）
■循環線
稻荷町（M02）－的場町－段原一丁目
曾經服務路線
■本線
猿猴橋町（M2）－的場町（M3）－稻荷町（M4）
■皆實線
（猿猴橋町－）的場町（M3）－段原一丁目（H4）

### 附注
1. ↑  已包含本線及皆實線的乘量。
2. ↑  實際，本線紙屋町至櫓下之間已經竣工，但是由於發生一些問題，使開通區間只限廣島站前與紙屋町之間，該紙屋町至櫓下之間區間於2週間後才開通[1][2]。

### 統計資料
1. ↑  2021年度 移動等円滑化取組報告書（軌道停留場），第3頁。
2. ↑  2022年度 移動等円滑化取組報告書（軌道停留場） （页面存档备份，存于），第3頁。
3. ↑  2023年度 移動等円滑化取組報告書（軌道停留場），第3頁。
4. ↑  2024年度 移動等円滑化取組報告書（軌道停留場），第3頁。

## 外部連結
- 廣島電鐵的場町站（舊版）（页面存档备份，存于）（日語）